# Novo Alegre
Novo Alegre este un oraș în Tocantins (TO), Brazilia.